# Campionati mondiali di sci alpino 2009
I Campionati mondiali di sci alpino 2009 si sono svolti in Francia, a Val-d'Isère, dal 3 al 15 febbraio. Il programma ha incluso gare di discesa libera, supergigante, slalom gigante, slalom speciale e supercombinata, tutte sia maschili sia femminili, mentre la gara a squadre mista è stata annullata per avverse condizioni meteorologiche.

## Assegnazione e impianti

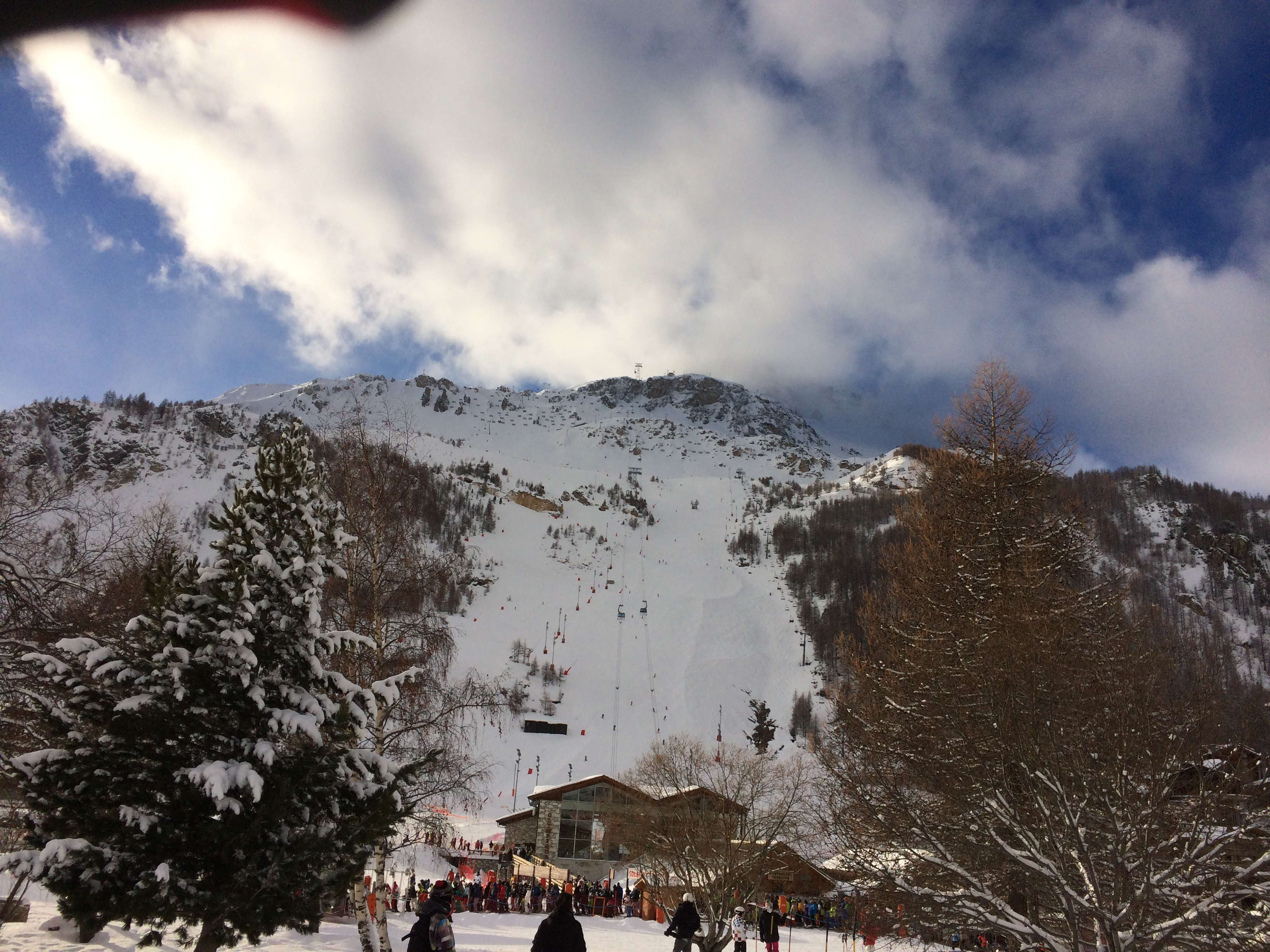
la pista La face de Bellevarde

La località francese fu scelta quale sede della manifestazione dalla FIS il 2 giugno 2004 a Miami, battendo la concorrenza di Vail/Beaver Creek e Schladming. Val-d'Isère ospitò per la prima volta i Mondiali, anche se qui si erano già disputate alcune gare di sci alpino ai XVI Giochi olimpici invernali di Albertville 1992 ed è una delle tappe fisse della Coppa del Mondo.

## Risultati

### Uomini

#### Discesa libera
| Pos. | Atleta              | Nazione       | Tempo   |
| ---- | ------------------- | ------------- | ------- |
| 1    | John Kucera         | Canada        | 2:07,01 |
| 2    | Didier Cuche        | Svizzera      | 2:07,05 |
| 3    | Carlo Janka         | Svizzera      | 2:07,18 |
| 4    | Marco Büchel        | Liechtenstein | 2:07,53 |
| 5    | Adrien Théaux       | Francia       | 2:07,95 |
| 6    | Hermann Maier       | Austria       | 2:08,19 |
| 7    | Werner Heel         | Italia        | 2:08,21 |
| 8    | Bode Miller         | Stati Uniti   | 2:08,38 |
| 9    | Klaus Kröll         | Austria       | 2:08,61 |
| 10   | Christof Innerhofer | Italia        | 2:08,62 |

Data: 7 febbraio

Ore: 11.00 (UTC+1)

Pista: La face de Bellevarde

Partenza: 2 807 m s.l.m.

Arrivo: 1 848 m s.l.m.

Lunghezza: 2 988 m

Dislivello: 959 m

Pendenza media: 32%

Pendenza massima: 70%

Porte: 48

Tracciatore: Helmuth Schmalzl (FIS)

#### Supergigante
| Pos. | Atleta              | Nazione       | Tempo   |
| ---- | ------------------- | ------------- | ------- |
| 1    | Didier Cuche        | Svizzera      | 1:19,41 |
| 2    | Peter Fill          | Italia        | 1:20,40 |
| 3    | Aksel Lund Svindal  | Norvegia      | 1:20,43 |
| 4    | Christof Innerhofer | Italia        | 1:20,48 |
| 5    | Benjamin Raich      | Austria       | 1:20,56 |
| 6    | John Kucera         | Canada        | 1:21,07 |
| 7    | Marco Büchel        | Liechtenstein | 1:21,09 |
| 8    | Didier Défago       | Svizzera      | 1:21,10 |
| 9    | Carlo Janka         | Svizzera      | 1:21,19 |
| 10   | Klaus Kröll         | Austria       | 1:21,20 |

Data: 4 febbraio

Ore: 11.00 (UTC+1)

Pista: La face de Bellevarde

Partenza: 2 498 m s.l.m.

Arrivo: 1 848 m s.l.m.

Lunghezza: 1 770 m

Dislivello: 650 m

Pendenza media: 36%

Pendenza massima: 56%

Porte: 38

Tracciatore: Giovanni Luca Rulfi (Italia)

#### Slalom gigante
| Pos. | Atleta                | Nazione     | Tempo   |
| ---- | --------------------- | ----------- | ------- |
| 1    | Carlo Janka           | Svizzera    | 2:18,82 |
| 2    | Benjamin Raich        | Austria     | 2:19,53 |
| 3    | Ted Ligety            | Stati Uniti | 2:19,81 |
| 4    | Marcel Hirscher       | Austria     | 2:19,88 |
| 5    | Massimiliano Blardone | Italia      | 2:20,49 |
| 6    | Didier Cuche          | Svizzera    | 2:20,51 |
| 7    | Jean-Baptiste Grange  | Francia     | 2:20,57 |
| 8    | Alexander Ploner      | Italia      | 2:20,60 |
| 9    | Aksel Lund Svindal    | Norvegia    | 2:20,61 |
| 10   | Marc Berthod          | Svizzera    | 2:20,76 |

Data: 13 febbraio

1ª manche:

Ore: 10.00 (UTC+1)

Pista: La face de Bellevarde

Partenza: 2 292 m s.l.m.

Arrivo: 1 848 m s.l.m.

Lunghezza: 1 181 m

Dislivello: 444 m

Pendenza media: 38%

Pendenza massima: 70%

Porte: 53

Tracciatore: Sepp Brunner (Svizzera)

2ª manche:

Ore: 13.30 (UTC+1)

Pista: La face de Bellevarde

Partenza: 2 292 m s.l.m.

Arrivo: 1 848 m s.l.m.

Lunghezza: 1 181 m

Dislivello: 444 m

Pendenza media: 38%

Pendenza massima: 70%

Porte: 52

Tracciatore: Matteo Guadagnini (Italia)

#### Slalom speciale
| Pos. | Atleta           | Nazione     | Tempo   |
| ---- | ---------------- | ----------- | ------- |
| 1    | Manfred Pranger  | Austria     | 1:44,17 |
| 2    | Julien Lizeroux  | Francia     | 1.44,48 |
| 3    | Michael Janyk    | Canada      | 1:45,70 |
| 4    | Felix Neureuther | Germania    | 1:45,89 |
| 5    | Mattias Hargin   | Svezia      | 1:46,23 |
| 6    | Steve Missillier | Francia     | 1:46,46 |
| 7    | Patrick Thaler   | Italia      | 1:46,54 |
| 8    | Kryštof Krýzl    | Rep. Ceca   | 1:46,57 |
| 9    | Urs Imboden      | Moldavia    | 1:46,72 |
| 10   | Jimmy Cochran    | Stati Uniti | 1:46,83 |

Data: 15 febbraio

1ª manche:

Ore: 10.00 (UTC+1)

Pista: La face de Bellevarde

Partenza: 2 062 m s.l.m.

Arrivo: 1 842 m s.l.m.

Lunghezza: 591 m

Dislivello: 220 m

Pendenza media: 37%

Pendenza massima: 70%

Porte: 64

Tracciatore: Christian Höflehner (Austria)

2ª manche:

Ore: 13.30 (UTC+1)

Pista: La face de Bellevarde

Partenza: 2 062 m s.l.m.

Arrivo: 1 842 m s.l.m.

Lunghezza: 591 m

Dislivello: 220 m

Pendenza media: 37%

Pendenza massima: 70%

Porte: 64

Tracciatore: Jacques Théolier (Francia)

#### Supercombinata
| Pos. | Atleta                   | Nazione  | Tempo   |
| ---- | ------------------------ | -------- | ------- |
| 1    | Aksel Lund Svindal       | Norvegia | 2:23,00 |
| 2    | Julien Lizeroux          | Francia  | 2:23,90 |
| 3    | Natko Zrnčić-Dim         | Croazia  | 2:24,58 |
| 4    | Silvan Zurbriggen        | Svizzera | 2:24,59 |
| 5    | Peter Fill               | Italia   | 2:24,96 |
| 6    | Sandro Viletta           | Svizzera | 2:25,07 |
| 7    | Thomas Mermillod Blondin | Francia  | 2:25,07 |
| 8    | Romed Baumann            | Austria  | 2:25,21 |
| 9    | Kjetil Jansrud           | Norvegia | 2:25,30 |
| 10   | Aleksandr Chorošilov     | Russia   | 2:25,91 |

Data: 9 febbraio

1ª manche:

Ore: 10.00 (UTC+1)

Pista: La face de Bellevarde

Partenza: 2 550 m s.l.m.

Arrivo: 1 848 m s.l.m.

Lunghezza: 2 549 m

Dislivello: 702 m

Pendenza media: 32%

Pendenza massima: 70%

Porte: 30

Tracciatore: Helmuth Schmalzl (FIS)

2ª manche:

Ore: 17.00 (UTC+1)

Pista: La face de Bellevarde

Partenza: 2 042 m s.l.m.

Arrivo: 1 842 m s.l.m.

Lunghezza: 550 m

Dislivello: 200 m

Pendenza media: 37%

Pendenza massima: 70%

Porte: 57

Tracciatore: Greg Nedell (Stati Uniti)

### Donne

#### Discesa libera
| Pos. | Atleta                | Nazione     | Tempo   |
| ---- | --------------------- | ----------- | ------- |
| 1    | Lindsey Vonn          | Stati Uniti | 1:30,31 |
| 2    | Lara Gut              | Svizzera    | 1:30,83 |
| 3    | Nadia Fanchini        | Italia      | 1:30,88 |
| 4    | Elisabeth Görgl       | Austria     | 1:31,24 |
| 5    | Marion Rolland        | Francia     | 1:31,45 |
| 6    | Marie Marchand-Arvier | Francia     | 1:31,51 |
| 7    | Andrea Fischbacher    | Austria     | 1:31,88 |
| 8    | Wendy Siorpaes        | Italia      | 1:32,31 |
| 9    | Stacey Cook           | Stati Uniti | 1:32,37 |
| 10   | Maria Riesch          | Germania    | 1:32,42 |

Data: 9 febbraio

Ore: 13.00 (UTC+1)

Pista: Rhône-Alpes

Partenza: 2 536 m s.l.m.

Arrivo: 1 845 m s.l.m.

Lunghezza: 2 227 m

Dislivello: 691 m

Pendenza media: 33%

Pendenza massima: 53%

Porte: 37

Tracciatore: Jan Tischhauser (FIS)

#### Supergigante
| Pos. | Atleta                | Nazione     | Tempo   |
| ---- | --------------------- | ----------- | ------- |
| 1    | Lindsey Vonn          | Stati Uniti | 1:20,73 |
| 2    | Marie Marchand-Arvier | Francia     | 1:21,07 |
| 3    | Andrea Fischbacher    | Austria     | 1:21,13 |
| 4    | Anna Fenninger        | Austria     | 1:22,01 |
| 5    | Tina Maze             | Slovenia    | 1:22,06 |
| 6    | Elisabeth Görgl       | Austria     | 1:22,27 |
| 7    | Lara Gut              | Svizzera    | 1:22,34 |
| 8    | Maria Riesch          | Germania    | 1:22,44 |
| 9    | Nadia Fanchini        | Italia      | 1:22,75 |
| 10   | Viktoria Rebensburg   | Germania    | 1:22,80 |

Data: 3 febbraio

Ore: 13.00 (UTC+1)

Pista: Rhône-Alpes

Partenza: 2 445 m s.l.m.

Arrivo: 1 845 m s.l.m.

Lunghezza: 1 926 m

Dislivello: 600 m

Pendenza media: 33%

Pendenza massima: 53%

Porte: 38

Tracciatore: Ulf Emilsson (Svezia)

#### Slalom gigante
| Pos. | Atleta                | Nazione   | Tempo   |
| ---- | --------------------- | --------- | ------- |
| 1    | Kathrin Hölzl         | Germania  | 2:03,49 |
| 2    | Tina Maze             | Slovenia  | 2:03,58 |
| 3    | Tanja Poutiainen      | Finlandia | 2:04,03 |
| 4    | Denise Karbon         | Italia    | 2:04,16 |
| 5    | Michaela Kirchgasser  | Austria   | 2:04,22 |
| 6    | Kathrin Zettel        | Austria   | 2:04,31 |
| 7    | Tessa Worley          | Francia   | 2:04,63 |
| 8    | Maria Pietilä Holmner | Svezia    | 2:04,71 |
| 9    | Viktoria Rebensburg   | Germania  | 2:04,74 |
| 10   | Elisabeth Görgl       | Austria   | 2:04,97 |

Data: 14 febbraio

1ª manche:

Ore: 10.00 (UTC+1)

Pista: La face de Bellevarde

Partenza: 2 225 m s.l.m.

Arrivo: 1 865 m s.l.m.

Lunghezza: 1 181 m

Dislivello: 360 m

Pendenza media: 38%

Pendenza massima: 70%

Porte: 42

Tracciatore: Trevor Wagner (Stati Uniti)

2ª manche:

Ore: 13.30 (UTC+1)

Pista: La face de Bellevarde

Partenza: 2 225 m s.l.m.

Arrivo: 1 865 m s.l.m.

Lunghezza: 1 181 m

Dislivello: 360 m

Pendenza media: 38%

Pendenza massima: 70%

Porte: 41

Tracciatore: Marko Jurjec (Slovenia)

#### Slalom speciale
| Pos. | Atleta            | Nazione   | Tempo   |
| ---- | ----------------- | --------- | ------- |
| 1    | Maria Riesch      | Germania  | 1:51,80 |
| 2    | Šárka Záhrobská   | Rep. Ceca | 1:52,57 |
| 3    | Tanja Poutiainen  | Finlandia | 1:52,89 |
| 4    | Denise Karbon     | Italia    | 1:52,90 |
| 5    | Nicole Gius       | Italia    | 1:52,93 |
| 6    | Denise Feierabend | Svizzera  | 1:53,49 |
| 7    | Ana Jelušić       | Croazia   | 1:53,67 |
| 8    | Fanny Chmelar     | Germania  | 1:53,76 |
| 9    | Anja Pärson       | Svezia    | 1:53,78 |
| 10   | Aline Bonjour     | Svizzera  | 1:53,84 |

Data: 14 febbraio

1ª manche:

Ore: 10.00 (UTC+1)

Pista: La face de Bellevarde

Partenza: 2 032 m s.l.m.

Arrivo: 1 842 m s.l.m.

Lunghezza: 550 m

Dislivello: 190 m

Pendenza media: 37%

Pendenza massima: 70%

Porte: 59

Tracciatore: Christian Schwaiger (Germania)

2ª manche:

Ore: 13.30 (UTC+1)

Pista: La face de Bellevarde

Partenza: 2 032 m s.l.m.

Arrivo: 1 842 m s.l.m.

Lunghezza: 550 m

Dislivello: 190 m

Pendenza media: 37%

Pendenza massima: 70%

Porte: 64

Tracciatore: Petr Záhrobský (Rep. Ceca)

#### Supercombinata
| Pos. | Atleta                | Nazione  | Tempo   |
| ---- | --------------------- | -------- | ------- |
| 1    | Kathrin Zettel        | Austria  | 2:20,13 |
| 2    | Lara Gut              | Svizzera | 2:20,69 |
| 3    | Elisabeth Görgl       | Austria  | 2:21,01 |
| 4    | Maria Riesch          | Germania | 2:21,67 |
| 5    | Marie Marchand-Arvier | Francia  | 2:22,62 |
| 6    | Johanna Schnarf       | Italia   | 2:22,68 |
| 7    | Anna Fenninger        | Austria  | 2:22,69 |
| 8    | Fabienne Suter        | Svizzera | 2:22,90 |
| 9    | Sandrine Aubert       | Francia  | 2:22,98 |
| 10   | Maruša Ferk           | Slovenia | 2:23,11 |

Data: 6 febbraio

1ª manche:

Ore: 11.00 (UTC+1)

Pista: Rhône-Alpes

Partenza: 2 536 m s.l.m.

Arrivo: 1 845 m s.l.m.

Lunghezza: 2 227 m

Dislivello: 691 m

Pendenza media: 33%

Pendenza massima: 53%

Porte: 37

Tracciatore: Jan Tischhauser (FIS)

2ª manche:

Ore: 14.00 (UTC+1)

Pista: Rhône-Alpes

Partenza: 2 035 m s.l.m.

Arrivo: 1 840 m s.l.m.

Lunghezza: 497 m

Dislivello: 195 m

Pendenza media: 37%

Pendenza massima: 53%

Porte: 56

Tracciatore: Mike Necesanek (Canada)

### Gara a squadre
La gara, originariamente in programma l'11 febbraio, è stata annullata per le avverse condizioni meteorologiche (forti nevicate e raffiche di vento.

## Medagliere per nazioni
| Pos. | Nazione     | Oro | Argento | Bronzo | Totale |
| ---- | ----------- | --- | ------- | ------ | ------ |
| 1    | Svizzera    | 2   | 3       | 1      | 6      |
| 2    | Austria     | 2   | 1       | 2      | 5      |
| 3    | Stati Uniti | 2   | 0       | 1      | 3      |
| 4    | Germania    | 2   | 0       | 0      | 2      |
| 5    | Canada      | 1   | 0       | 1      | 2      |
| 5    | Norvegia    | 1   | 0       | 1      | 2      |
| 7    | Francia     | 0   | 3       | 0      | 3      |
| 8    | Italia      | 0   | 1       | 1      | 2      |
| 9    | Rep. Ceca   | 0   | 1       | 0      | 1      |
| 9    | Slovenia    | 0   | 1       | 0      | 1      |
| 11   | Finlandia   | 0   | 0       | 2      | 1      |
| 12   | Croazia     | 0   | 0       | 1      | 1      |